# Agonistisch gedrag
Agonistisch gedrag (ook: agonistisch vertoon) is het gedrag dat een dier vertoont wanneer het niet zeker weet wat het moet doen, dus een mengeling van vlucht- en aanvalsgedrag. Dit leidt vaak tot conflictgedrag, waarbij het dier overspronggedrag (bijvoorbeeld zich plotseling gaan wassen in plaats van agressief te worden tegen het andere dier) of omgericht gedrag (het gedrag dat eigenlijk is bedoeld voor de opponent richten op iets anders, zoals wanneer iemand op tafel slaat wanneer hij boos op een ander is) vertoont.